# Lista över ledamöter av Sveriges ståndsriksdag 1605
Ledamöter av Sveriges ståndsriksdag 1605.

## Borgarståndet
| Riksdagsledamot     | Yrke          | Valkrets           | Anmärkningar |
| ------------------- | ------------- | ------------------ | ------------ |
| Mårten Olofsson     | Borgmästare   | Stockholms stad    |              |
| Peder Larsson       | Rådman        | Stockholms stad    |              |
| Henrik Tönesson     | Rådman        | Stockholms stad    |              |
| Mårten Trotzig      | Borgare       | Stockholms stad    |              |
| Jöns Eriksson       | Borgare       | Stockholms stad    |              |
| Henrik Hansson      |               | Norrmalms stad     |              |
| Hans Krutbrennare   |               | Norrmalms stad     |              |
| Bengt Håkansson     | Borgmästare   | Uppsala stad       |              |
| Olof Torvastesson   | Borgmästare   | Enköpings stad     |              |
| Olof Andersson      | Rådman        | Gävle stad         |              |
| Peder Bengtsson     | Rådman        | Gävle stad         |              |
| Michell Marucsson   | Rådman        | Sigtuna stad       |              |
| Clement Fransson    | Borgmästare   | Öregrunds stad     |              |
| Erik Bertilsson     | Stadsskrivare | Öregrunds stad     |              |
| Håkan Jansson       | Rådman        | Hudiksvalls stad   |              |
| Anders Sigfridsson  | Borgare       | Hudiksvalls stad   |              |
| Joen Pedersson      | Rådman        | Härnösands stad    |              |
| Hans Östensson      | Rådman        | Härnösands stad    |              |
| Christoffer Nilsson |               | Västerås stad      |              |
| Lars Tomasson       |               | Västerås stad      |              |
| Olof Andersson      |               | Västerås stad      |              |
| Lasse Bengtsson     | Rådman        | Arboga stad        |              |
| Suend Jonsson       | Borgare       | Arboga stad        |              |
| Nils Jonsson        | Borgmästare   | Köpings stad       |              |
| Jörgen Olofsson     | Rådman        | Hedemora stad      |              |
| Bengt Nilsson       | Borgmästare   | Nyköpings stad     |              |
| Erik Knutsson       | Rådman        | Nyköpings stad     |              |
| Hans Petersson      | Borgmästare   | Södertälje stad    |              |
| Erik Eriksson       | Borgmästare   | Örebro stad.       |              |
| Anders Larsson      | Borgmästare   | Strängnäs stad     |              |
| Olof Pedersson      | Borgare       | Torshälla stad     |              |
| Eskil Larsson       | Borgmästare   | Söderköpings stad. |              |
| Sven Larsson        | Borgare       | Söderköpings stad  |              |
| Hans Marcusson      | Rådman        | Norrköpings stad   |              |
| Nils Mauritsson     | Borgare       | Norrköpings stad   |              |
| Peder Eriksson      | Borgmästare   | Linköpings stad    |              |
| Måns Nilsson        | Rådman        | Skänninge stad     |              |
| Jöns Hansson        | Borgmästare   | Vadstena stad      |              |
| Teus Hansson        | Rådman        | Vadstena stad      |              |
| Lars Pedersson      | Borgmästare   | Kalmar stad        |              |
| Mats Pedersson      | Rådman        | Kalmar stad        |              |
| Nils Svensson       | Borgmästare   | Växjö stad         |              |
| Anders Svensson     | Borgmästare   | Jönköpings stad    |              |
| Jöns Henriksson     | Borgmästare   | Västerviks stad    |              |
| Peder Matsson       | Rådman        | Västerviks stad    |              |
| Mäns Bryntesson     | Borgare       | Eksjö stad         |              |
| Arvid Andersson     | Borgmästare   | Nya Lödöse stad    |              |
| Påvil Bånge         | Rådman        | Nya Lödöse stad    |              |
| Jörgen Wegiser      | Rådman        | Gamla Lödöse stad  |              |
| Måns Haraldsson     | Borgmästare   | Skara stad         |              |
| Jöns Larsson        | Borgmästare   | Lidköpings stad    |              |
| Jöns Holgersson     | Borgmästare   | Bogesunds stad     |              |
| Hans von Bremen     | Borgmästare   | Mariestads stad    |              |
| Jacup Wiborgh       |               | Karlstads stad     |              |
| Knut Pedersson      | Borgmästare   | Åbo stad           |              |
| Erik Nilsson        | Stadsskrivare | Raimo stad         |              |
| Christern Eriksson  | Rådman        | Helsingfors stad   |              |
| Jacob Småpeper      | Rådman        | Helsingfors stad   |              |